# Salva de color
La Salva de color, (conocida también como ráfaga de color) es una señal de vídeo compuesto analógica que emite un generador de señales de video utilizado para mantener la subportadora de crominancia sincronizada en una señal de televisión en color. Al sincronizar un oscilador con el impulso de color en el pórtico trasero (inicio) de cada línea de exploración, un receptor de televisión es capaz de restaurar la portadora suprimida de crominancia, y a su vez decodificar la información de color. 

## Explicación
En NTSC, la frecuencia de la salva de color es de exactamente 315/88 MHz o aproximadamente 3,579545 MHz ± 0.0003%, con una tasa máxima de variación que no exceda 0,1 de ciclo/segundo cada segundo con una fase de 180°, mientras que en la norma PAL se utilizan tres frecuencias diferentes, según el sistema de difusión: 4.43361875 MHz ± 5Hz para los sistemas B, D, G, H e I;  3.58205625 MHz ± 5Hz para el sistema N y 3.57561149 MHz ± 10 Hz, en el sistema M, con su fase invirtiéndose de línea a línea. La norma SECAM es única en no tener una señal de salva de color, ya que las señales de crominancia con dos subportadoras diferentes moduladas en FM en lugar de QAM, por lo tanto para la fase de la señal no se necesita ningún punto de referencia. Dado que la salva de color tiene una amplitud conocida, se utiliza a veces como un nivel de referencia para compensar las variaciones de amplitud de la señal global.

## Justificación de la frecuencia de ráfaga de color en la norma NTSC
El estándar original NTSC de televisión en blanco y negro especificaba una velocidad de cuadros de 30 imágenes/seg y 525 líneas/imagen, lo que significa una frecuencia de línea de 15.750 líneas/s. La portadora de audio fue ubicada a 4,5 MHz por encima de la portadora de vídeo. Debido a que este era en blanco y negro, el vídeo consistía únicamente en la información de luminancia o brillo. Ya que la información de vídeo se transmite línea a línea significa que el espectro frecuencial de la luminancia no se extiende uniformemente a través del dominio de la frecuencia, sino que se concentra en los múltiplos de la frecuencia de línea, por lo que el espectrograma proporciona una figura que se ve como los dientes de un peine o un engranaje, en lugar de algo suave y uniforme. Los ingenieros de RCA descubrieron que si la información de crominancia, que tenía un espectro similar, era modulada por una subportadora que fuera un múltiplo entero de la mitad de la frecuencia de línea, sus picos de señal encajaban perfectamente entre los picos de los datos de luminancia y la interferencia entre ambas señales era minimizada. Los televisores modernos tratan de reducir esta interferencia aún más con el uso de un filtro de peine.
Para proporcionar suficiente ancho de banda para la señal de crominancia, que sólo interfiriera con las porciones de frecuencia más alta de la señal de luminancia (haciéndola menos perceptible), una subportadora de crominancia cerca de 3,6 MHz era deseable. 227,5 = 455/2 veces la velocidad de la línea estaba cerca del número correcto, y los pequeños factores de 455 hacen un divisor de frecuencias fácil de construir.
Sin embargo, la interferencia adicional podría provenir de la señal de audio. Para minimizar la interferencia allí, era igualmente deseable que la distancia entre la portadora de crominancia y la portadora de audio fuera un múltiplo entero de la mitad de la frecuencia de línea. La suma de estos números implica que la distancia entre las portadoras de luminancia y de audio debe ser un múltiplo entero de la velocidad de línea. Sin embargo, el estándar NTSC original, con una separación entre portadoras de 4,5 MHz y una velocidad de línea de 15.750 Hz, no cumple con este requisito, puesto que la portadora de audio estaba a 285,714 veces la frecuencia de línea.
Aunque los receptores en blanco y negro existentes no podían decodificar una señal con una frecuencia de portadora de audio diferente, se podría utilizar fácilmente la información de temporización incluida en la señal de vídeo, para decodificar una velocidad de línea ligeramente más lenta. Por lo tanto, para la televisión en color, la velocidad de línea se redujo en un factor de 1,001 al dividir entre 286 la frecuencia de la subportadora de audio de 4,5 MHz, es decir 15.734,2657 Hz. Esto redujo la velocidad de fotogramas a 30/1.001 = 29,9700 imágenes/seg, y colocó la subportadora de color en 455/572 = 35/44 de la subportadora de audio de 4,5 MHz.

## Usos alternativos de los cristales de salva de color
Un decodificador de color NTSC o PAL de televisión contiene un oscilador de cristal para la salva de color. Estos osciladores operan en algún múltiplo de la frecuencia de salva de color, tal como 157,5/11 MHz o 14,318 MHz para NTSC, que es cuatro veces la frecuencia de la salva de color.
Debido a que los televisores en color se hicieron muy comunes, las economías de escala han hecho bajar el costo de los cristales de salva de color, que a menudo encuentran usos en otras aplicaciones, como equipos de radio aficionados. De hecho, 3,579 MHz es una frecuencia de llamada QRP en la banda de 80 metros. Hay otras aplicaciones como la generación de señal de referencia de 60 Hz usando un cristal con un circuito integrado divisor de frecuencia, para generar tonos DTMF usados en la telefonía actual, y señales de prueba para televisores en color NTSC o PAL.